# Bertuccio Valiero
Bertuccio Valiero (ur. 1 czerwca 1596, zm. 29 marca 1658) – doża wenecki od 1656 roku.